# Прапор Тверської області

Прапор Тверської області

Прапор Тверської області є символом Тверської області. Прийнято 28 листопада 1996 року.

## Опис
Прапор Тверської області являє собою прямокутне полотнище з відношенням ширини до довжини 2:3; на центральній частині полотна, що становить 2/4 загальної довжини прапора, міститься двостороннє зображення основного елемента герба Тверскої області — трону (князівського стола) з високою спинкою й лежачої на зеленій подушці шапки Мономаха. Дві вертикальні смуги жовтого (золотого) кольору полотнища прапора розташовуються обабіч центральної частини червоного кольору й становлять відповідно по 1/4 загальної довжини прапора. Габаритна ширина зображення основного елемента герба на прапорі Тверскої області становить 1/4 частини довжини полотнища прапора.